# Gastronomia àrab

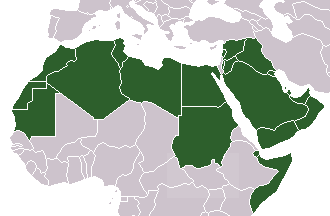
En verd el territori amb cuines àrabs

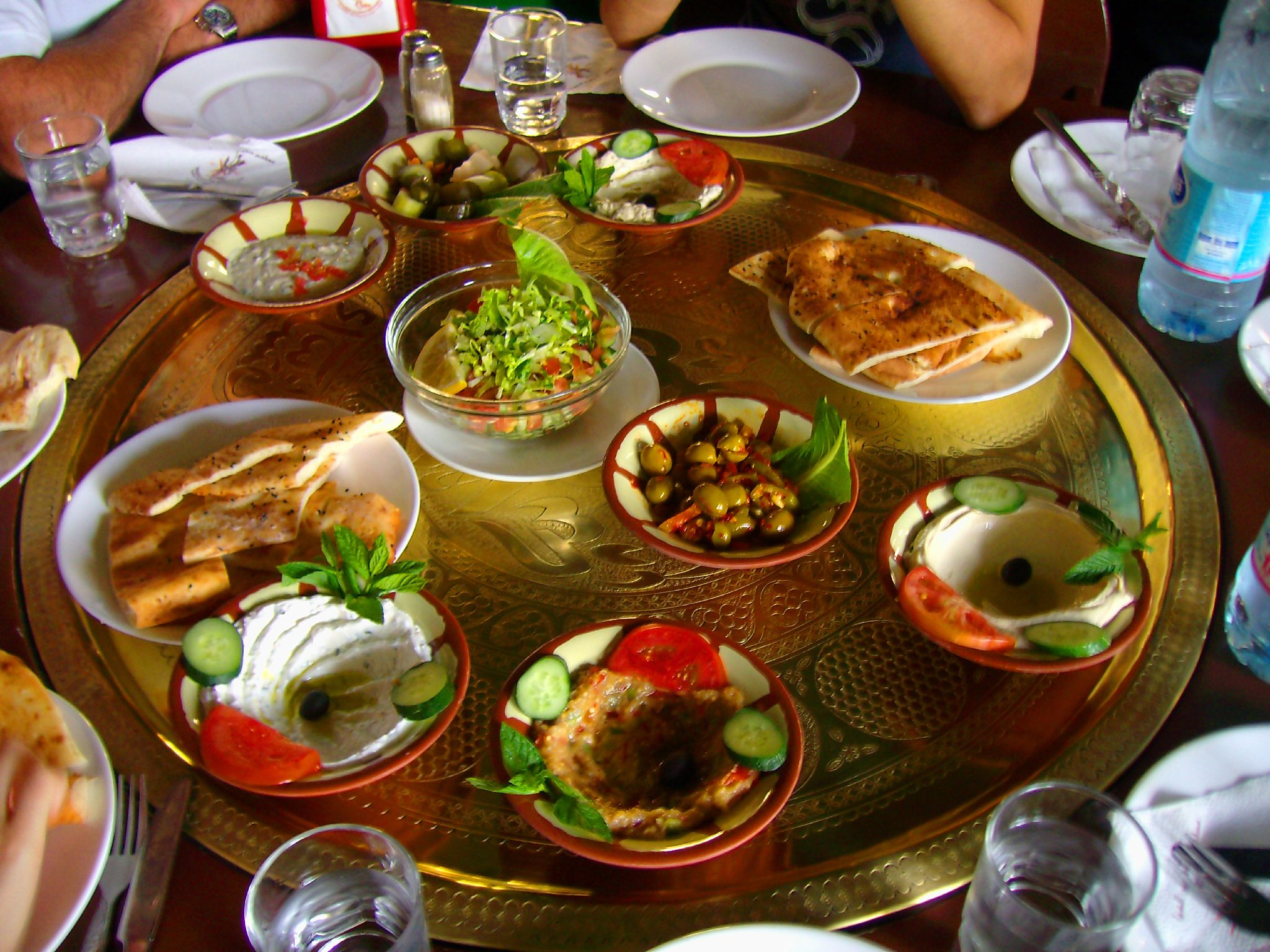
Aperitius àrabs

La gastronomia àrab és la gastronomia tradicional pertanyent a la cultura àrab.
Actualment inclou les cuines dels països de parla àrab, principalment la península Aràbiga i el nord d'Àfrica, com la cuina magribina i la cuina persa. En el passat n'ha inclòs d'altres, com la cuina otomana i la cuina andalusina. I molt abans havia estat una cuina de ramaders i pastors que vivien en entorns desèrtics a excepció d'alguns oasis, de manera que amb l'expansió àrab van anar recollint les idees gastronòmiques dels pobles ocupats i estenent-les a ells mateixos i a la resta de colònies. La cuina àrab ha tingut molta influència en la cuina dels Països Catalans durant l'edat mitjana. És una cuina mediterrània bàsicament amb una certa influència de la cuina índia i asiàtica en general, en especial en l'ús d'espècies, per raó de la ruta de la Seda i de l'expansió de l'Imperi Otomà. De la mateixa manera que el cristianisme ha deixat emprenta en la cuina dels Països Catalans, l'islamisme l'ha deixada en la cuina àrab.
Es tracta d'una gastronomia en la qual abunden els vegetals, en forma de cereals, llegums, hortalisses, verdures i fruita, que es mengen de la manera més variada que permeti cada territori i estació de l'any. El puré de cigrons i d'albergínia són molt populars, i contenen pasta de sèsam. En menor quantitat es menja carn, especialment de xai, que sol ser considerada la més preuada, però també vedella, pollastre o conill, per exemple. Es menja picada en mandonguilles o farcint panades i verdures, en broquetes, a l'ast o de vegades en guisats i escudelles. En els indrets costaners es menja molt de peix, sobretot peix blau, cuinat habitualment de manera senzilla: a la brasa, fregit o al forn, sense salses ni guisats. També se'n fan conserves, en escabetx, en oli d'oliva, fumat, etc. En general, els plats no requereixen fer servir ganivets a taula, ni sovint tampoc forquilles. Les espècies s'usen en gran quantitat i varietat, així com les aromes florals, de flor de taronger i de roser especialment. Els meze són aperitius que poden arribar a formar un àpat sencer. Sovint les postres són fruita fresca o seca. Existeixen nombrosos pastissets (pastisseria àrab o pastetes orientals: baclava, kanafeh, zalabya, etc.) molt sofisticats que es poden prendre a qualsevol hora per acompanyar el te o el cafè. Els àpats poden anar acompanyats d'àrac rebaixat amb aigua.